# Primera Air Scandinavia
Primera Air Scandinavia (JetX, 2008-2009 Primera Air) – duńska czarterowa linia lotnicza z siedzibą w Billund. Primera Air zapowiedziała, że od kwietnia 2018 roku będzie latała z Londynu (Stansted), Birmingham i Paryża (Charles de Gaulle) do Nowego Jorku (Newark), Bostonu oraz Toronto za 149 funtów w jedną stronę - co uczyni ją jedną z pierwszych "tanich linii" na dłuższych dystansach (przez Atlantyk). Wykorzystanym samolotem ma być Airbus A320neo. 1 października 2018 roku firma rozpoczęła postępowanie upadłościowe, tym samym zawiesiła wszystkie swoje loty.